# NGC 4945
NGC 4945 este o galaxie spirală situată în constelația Centaurul. 

## Caracteristici
„Adăpostind” probabil o gaură neagră supermasivă în centrul său , această galaxie Seyfert, situată la o depărtare de 13 milioane de ani-lumină de Sistemul Solar, a fost descoperită în 1826 de către James Dunlop.
Are o magnitudine aparentă de 8,6, o declinație de -49º 28' 03" și o ascensie dreaptă de 13 ore,  05 minute și 27,1 secunde.
NGC 4945 este o galaxie extrem de luminoasă în infraroșu, probabil din cauza unei puternice activități de formare a stelelor.

## Galerie de imagini

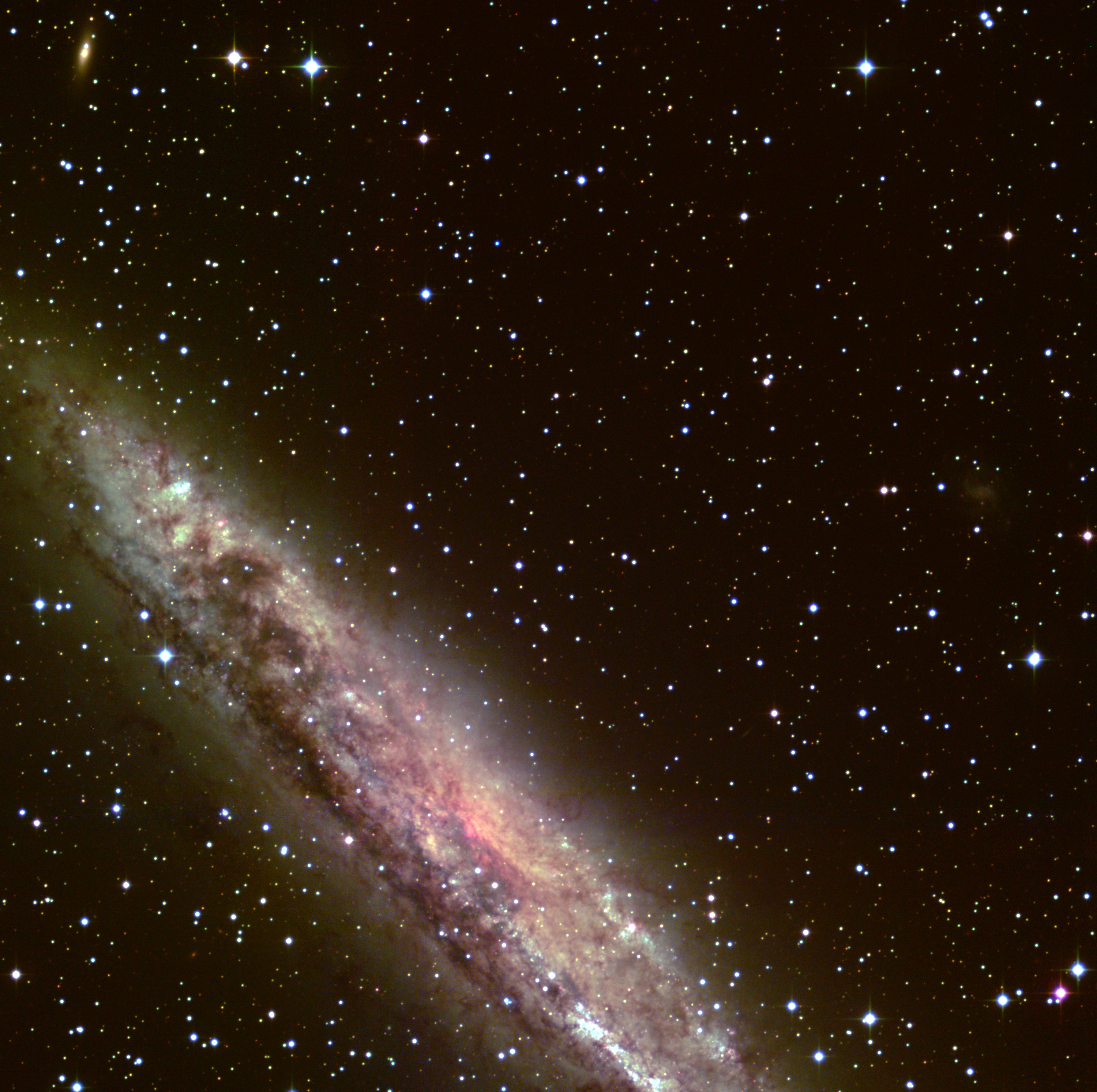
ESO: Detaliu al galaxiei NGC 4945
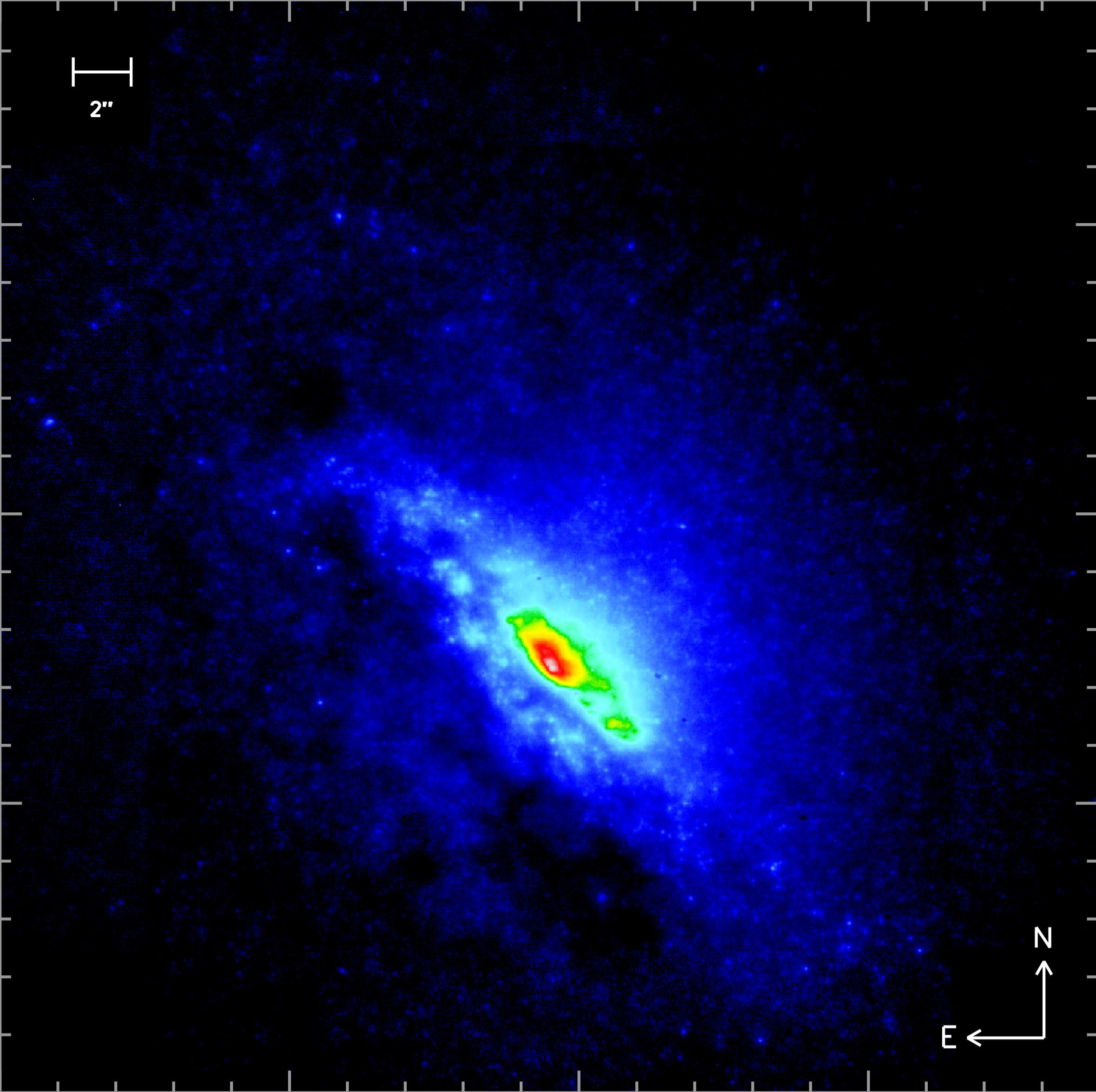
Imaginea galaxiei NGC 4945 luată de ESO în infraroşu: gaura neagră din centrul galaxiei iese în evidenţă.